# Ṯ̄
Ṯ̄ (minuscule : ṯ̄), appelé T macron macron souscrit, est une lettre latine utilisé dans la romanisation ISO 233-1 de l’alphabet arabe. Elle est composée d’un T diacrité d’un macron souscrit et d’un macron.

## Utilisation
Dans la romanisation ISO 233-1 de l’alphabet arabe, ‹ ṯ̄ › représente un ṯāʾ šadda ‹ ثّ ›, le t macron souscrit ‹ ṯ › et le macron représentant respectivement le ṯāʾ et le šadda.

## Représentations informatiques
Le T macron macron souscrit peut être représenté avec les caractères Unicode suivants : 
- composé et normalisé NFC (latin étendu additionnel, diacritiques) :

| formes    | représentations | chaînes de caractères | points de code | descriptions                                                 |
| --------- | --------------- | --------------------- | -------------- | ------------------------------------------------------------ |
| majuscule | Ṯ̄               | Ṯ◌̄                    | U+1E6E U+0301  | lettre majuscule latine t macron souscrit diacritique macron |
| minuscule | ṯ̄               | ṯ◌̄                    | U+1E6F U+0301  | lettre minuscule latine t macron souscrit diacritique macron |

- décomposé et normalisé NFD (latin de base, diacritiques) :

| formes    | représentations | chaînes de caractères | points de code       | descriptions                                                             |
| --------- | --------------- | --------------------- | -------------------- | ------------------------------------------------------------------------ |
| majuscule | Ṯ̄               | T◌̱◌̄                   | U+0054 U+0331 U+0304 | lettre majuscule latine t diacritique macron souscrit diacritique macron |
| minuscule | ṯ̄               | t◌̱◌̄                   | U+0074 U+0331 U+0304 | lettre minuscule latine t diacritique macron souscrit diacritique macron |

## Sources
- (en) Thomas T. Pederson, Transliteration of Arabic, 2.2, 2008 (lire en ligne)